# Anthestérion
Anthestérion est le huitième mois (ou neuvième quand l´année en comptait 13) du calendrier grec antique en vigueur dans la région d'Athènes, il durait 29 jours compris approximativement entre le 21 janvier et le 21 février de notre calendrier actuel. Il tire son nom du mot grec Ἀνθεστηριών / Anthestêriốn de la fête des Anthestéries en l´honneur de Dionysos. 
Pendant son cours se déroulaient plusieurs rites :
- les petits Mystères d'Éleusis ;
- les Chloia.